# Jarhibol
Jarhibol je bil aramejski bog, čaščen predvsem v Palmiri, mestu v osrednji Siriji.  Upodabljal se je s solarnim nimbom in stiliziran kot "gospodar pomladi". Običajno se je upodabljal skupaj z Belom, vrhovnim bogu Palmire, in Aglibolom, enim od drugih najvišjih bogov Palmire.

## Sklic
1. ↑  Ted Kaizer (2002). The Religious Life of Palmyra: A Study of the Social Patterns of Worship in the Roman Period. Franz Steiner Verlag. str. 56, 72, 107. ISBN 978-3-515-08027-9.